# Трейл (Орегон)
Трейл (англ. Trail) — переписна місцевість (CDP) в США, в окрузі Джексон штату Орегон. Населення — 768 осіб (2020).

## Географія
Трейл розташований за координатами 42°40′1″ пн. ш. 122°48′48″ зх. д. / 42.66694° пн. ш. 122.81333° зх. д. (42.666921, -122.813254).  За даними Бюро перепису населення США в 2010 році переписна місцевість мала площу 17,83 км², з яких 17,61 км² — суходіл та 0,21 км² — водойми.

## Демографія
Згідно з переписом 2010 року, у переписній місцевості мешкали 702 особи в 314 домогосподарствах у складі 205 родин. Густота населення становила 39 осіб/км².  Було 373 помешкання (21/км²).
Расовий склад населення:
| - 94,2 % — білих - 2,3 % — корінних американців - 0,6 % — вихідців з тихоокеанських островів |

До двох чи більше рас належало 2,7 %. Частка іспаномовних становила 3,4 % від усіх жителів.
За віковим діапазоном населення розподілялося таким чином: 17,4 % — особи молодші 18 років, 62,8 % — особи у віці 18—64 років, 19,8 % — особи у віці 65 років та старші. Медіана віку мешканця становила 50,5 року. На 100 осіб жіночої статі у переписній місцевості припадало 103,5 чоловіків;  на 100 жінок у віці від 18 років та старших — 104,9 чоловіків також старших 18 років.
За межею бідності перебувало 13,0 % осіб, у тому числі 23,6 % дітей у віці до 18 років та 0,0 % осіб у віці 65 років та старших.
Цивільне працевлаштоване населення становило 184 особи. Основні галузі зайнятості: освіта, охорона здоров'я та соціальна допомога — 31,5 %, мистецтво, розваги та відпочинок — 23,4 %, виробництво — 17,9 %.